# Río Tínima
Río Tínima är ett vattendrag i Kuba.   Det ligger i provinsen Provincia de Camagüey, i den östra delen av landet, 500 km öster om huvudstaden Havanna.